# Der må være en sengekant
Der må være en sengekant er en dansk film fra 1975, med manuskript og instruktion John Hilbard.
Den er sammen med Sømænd på sengekanten en af de to film i Sengekantsfilm-serien, der indeholder hardcore porno.
Blandt de medvirkende kan nævnes:
- Søren Strømberg
- Vivi Rau
- Paul Hagen
- Annie Birgit Garde
- Ole Søltoft
- Lise-Lotte Norup
- Anne Bie Warburg
- Arthur Jensen
- Kirsten Passer
- Valsø Holm